# Wampiry
Wampiry (Desmodontinae) – podrodzina ssaków z rodziny liścionosowatych (Phyllostomidae) odżywiających się krwią zwierząt. Nietoperze te polują głównie w nocy, atakując zwierzęta (wyłącznie stałocieplne) w sposób praktycznie niezauważalny. Jest to możliwe dlatego, że ich zęby są bardzo ostre, a ślina zawiera specjalne substancje znieczulające i zapobiegające krzepnięciu krwi (antykoagulanty). Wampiry przecinają skórę zaatakowanych zwierząt i spijają spływającą krew. 
Ich szkodliwość polega nie tylko na tym, że osłabiają zaatakowane zwierzęta. Są one również nosicielami wścieklizny.
Są to niewielkie zwierzęta, masa ich ciała nie przekracza 48 g, przy rozpiętości skrzydeł do 40 cm. Potrafią latać, ale także szybko biegać i skakać. Prowadzą nocny tryb życia, w dzień ukrywając się w dziuplach drzew, jaskiniach i innych kryjówkach. Ich uzębienie liczy od 20 do 26 zębów, kły i siekacze mają postać ostrych blaszek, doskonale przecinających skórę. 
Nietoperze te występują w strefie tropikalnej, szczególnie rozpowszechnione są w Ameryce Środkowej i Południowej.
Wśród wampirów szczególnie często występuje gatunek wampira zwyczajnego (Desmodus rotundus), kolejne dwa gatunki są uznawane za rzadkie.
Nowsze badania opublikowane w czasopiśmie Current Biology wskazują, że hodowane w niewoli wampiry zwyczajne iskały się oraz karmiły krwią (na drodze regurgitacji). Odbywa się to w ten sposób, że po przybyciu do miejsca noclegowania te nietoperze, którym z jakichś powodów nie udało się pożywić krwią, „zaczepiają” współtowarzyszy, domagając się krwi, a ci zwykle przekazują im część swojej zdobyczy. Jest to przykład altruizmu wśród zwierząt – w ten sposób więzi między tymi ssakami są podobne do ludzkich.

## Systematyka
Do podrodziny Desmodontinae należą następujące plemiona:
- Desmodontini J.A. Wagner, 1840 – dwa znane rodzaje (Desmodus oraz Diaemus) są w obrębie tego plemienia. Dawniej rodzaj Diaemus oraz Diphylla były uznawane za synonimy[4].
- Diphyllini R.J. Baker, Solari, Cirranello & Simmons, 2016 – jedynym przedstawcielem jest Diphylla ecaudata Spix, 1823 – wampirek sierścionogi. Nietoperz ten może być odróżniony od swych krewnych po owłosionej błonie ogonowej, dobrze wykształconej ostrodze czy 2 górnych siekaczach[4].